# Ad fontes
Ad fontes is een Latijnse uitdrukking. Het betekent letterlijk: naar de bronnen.

## Oorsprong

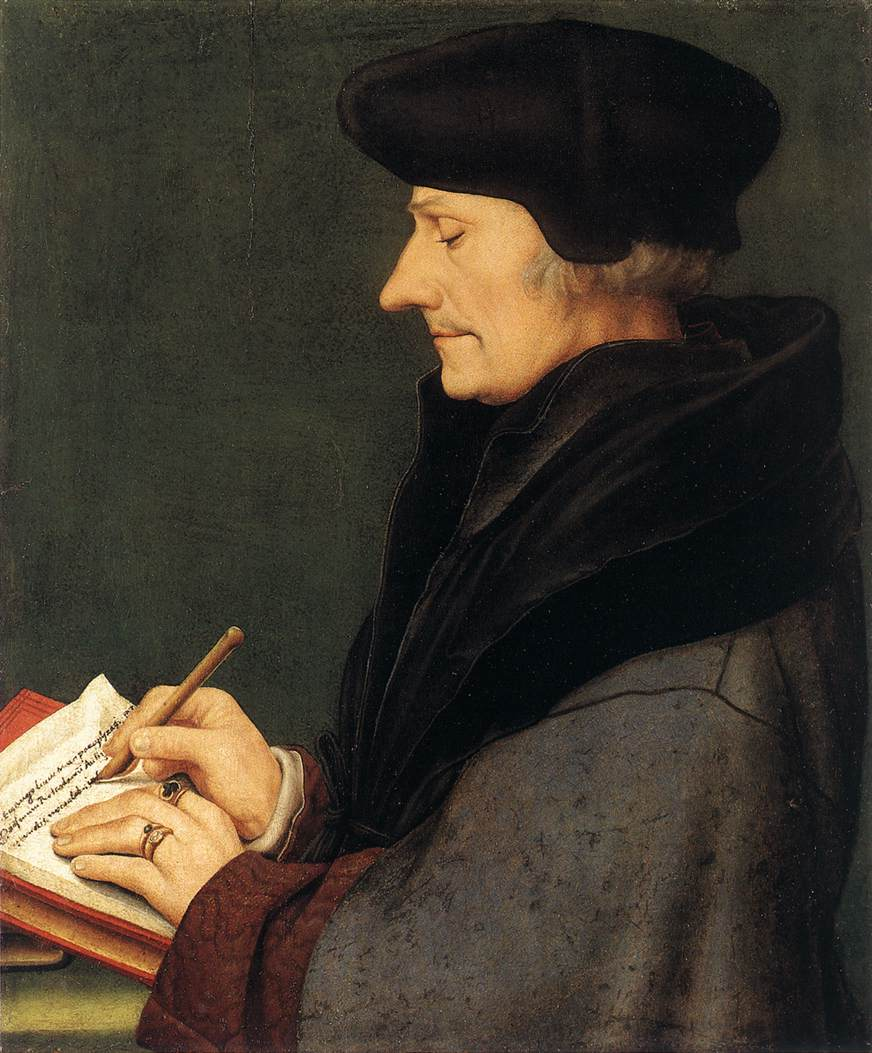
Erasmus

Met bronnen bedoelde men de oorspronkelijke teksten waarin een argument of redenering te vinden is. Het ging er de humanisten als Erasmus tijdens de renaissance om, de kennis van Grieken en Romeinen terug te vinden in hun geschriften. Evenzo verwezen de protestanten vanaf de zestiende eeuw naar de Bijbel als enige bron voor het christelijk geloof, in tegenstelling tot de katholieke kerk die uitging van het pauselijk leergezag.

## Moderne toepassing
Deze uitdrukking wordt gebruikt in wetenschap, politiek en maatschappij om op te roepen tot een gefundeerde bezinning en meningsvorming. Veel meningen zijn losse gedachten die door napraten sterker zijn geworden. Ad fontes betekent dat we moeten proberen te ontdekken of de gedachte zelf, het citaat (zonder bronopgave) of de redenering in eerdere geschriften voorkomt. Als de bronnen hebben gesproken, kunnen we tot een eigen beoordeling komen.

## Belang
Het is in wetenschap, media en politiek belangrijk dat de bronnen spreken, wanneer er twijfel of discussie rijst. Los van de bronnen verworden gedachten al snel tot kretologie.